# Ziua Independenței (Republica Moldova)

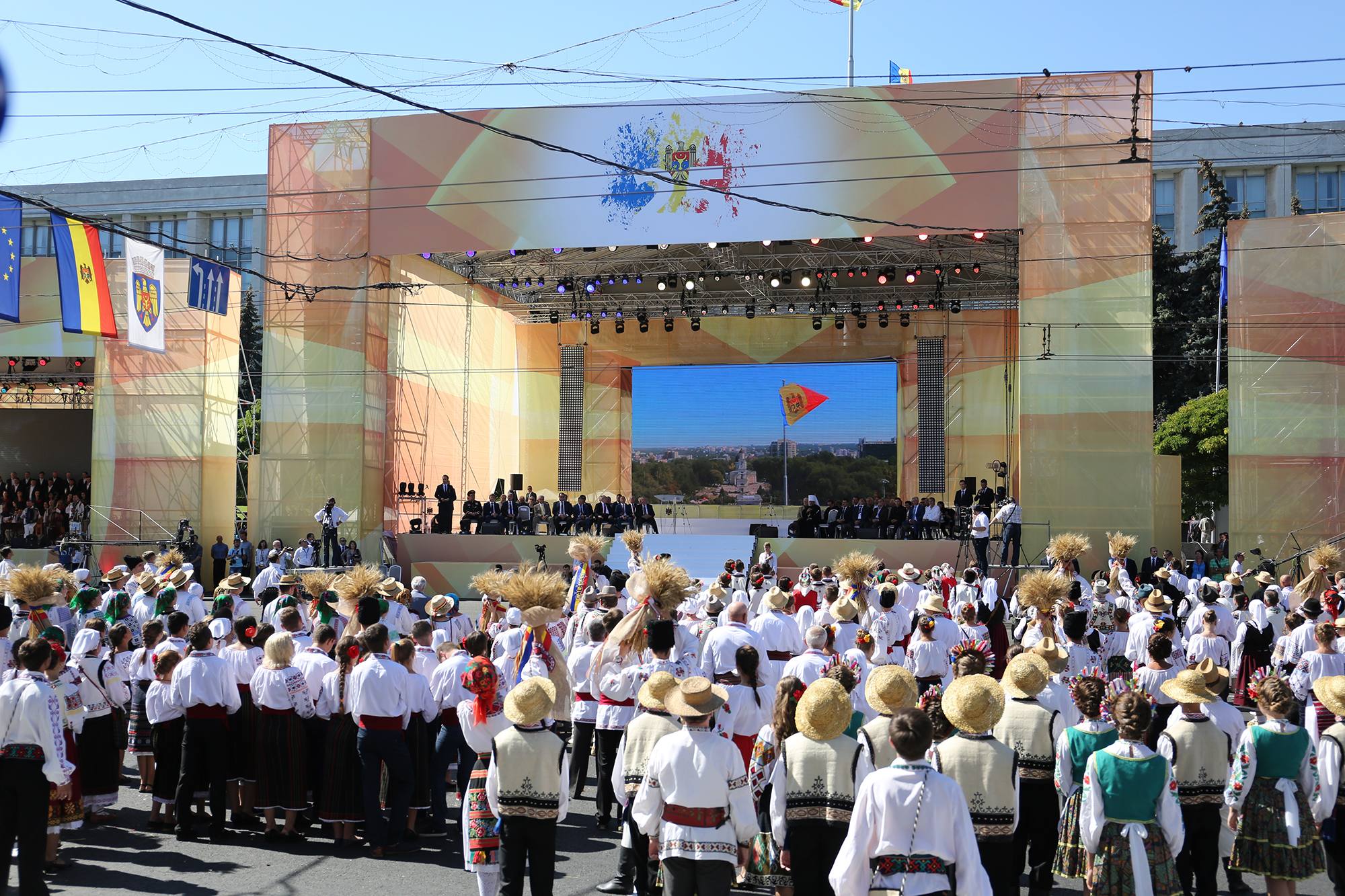
Ziua Independenței, 2016

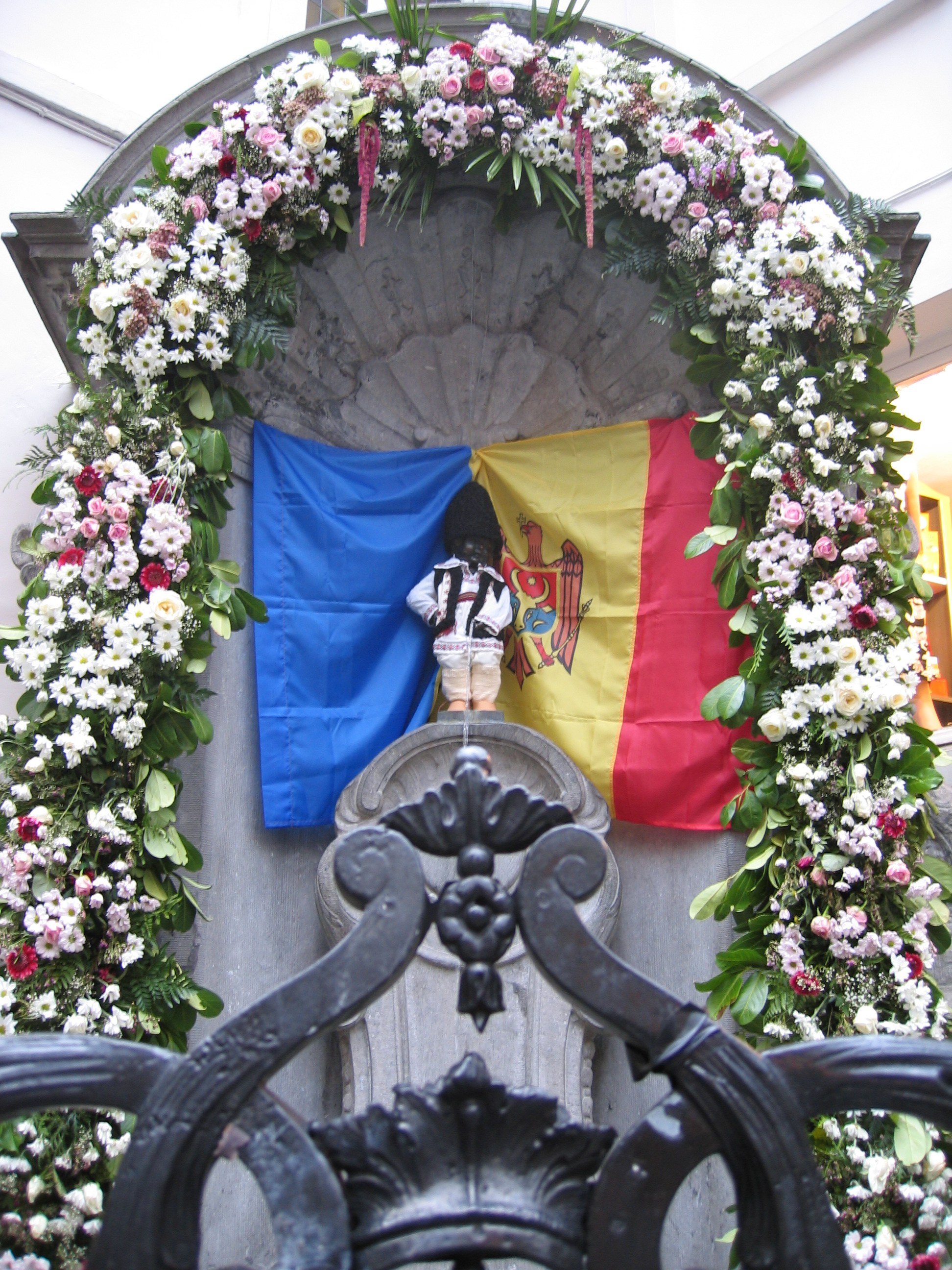
Manneken Pis îmbrăcat în haine tradiționale moldovenești de Ziua Independenței

Ziua Independenței este ziua națională a Republicii Moldova, în care se sărbătorește adoptarea Declarației de Independență față de Uniunea Sovietică în 1991. Ziua Independenței este celebrată anual, pe data de 27 august.

## Festivități
În această zi, președintele țării ține un discurs public, oficialii depun flori la Statuia lui Ștefan cel Mare și este organizat un concert în Piața Marii Adunări Naționale. Populația participă la evenimente sportive, expoziții și concerte în aer liber.
La 27 august 1991 în decursul procesului de destrămare a URSS-ului, Republica Moldova și-a declarat independența, devenind un stat-membru al ONU.
Republica Moldova este o țară europeană ce nu poate fi considerată succesoarea de drept a Republicii Democrate Moldovenești, întrucât aceasta din urmă a votat și susținut Unirea cu Regatul României la 27 martie, 1918, iar Republica Moldova s-a constituit din teritoriul ocupat de URSS în 1940 și ulterior în 1944. Cu toate acestea, istoria sa este parte integrată istoriei românești, întrucât spațiul în care s-a constituit Republica Moldova a fost, anterior, parte a Principatului Moldovei, care a realizat între 5-24 ianuarie 1859 unirea cu Țara Românească, astfel constituind Principatele Unite ale Moldovei și Țării Românești și ulterior România. Statul Republica Moldova este populat, preponderent, de români (cca 82%) și minorități etnice precum ucrainenii, bulgarii, găgăuzii, rușii, evreii, nemții, cehii, polonezii etc. 
Pe 27 august se organizează o serie de manifestări cultural-artistice dedicate Zilei Independenței.   
În Piața Marii Adunări Naționale de obicei evoluază ansamble național de dansuri populare și renumiți interpreți de muzică clasică, jazz și Pop.
Minunatele focuri de artificii nu lipsesc in acestă frumoasă zi.